# 施韦恩希德
施韦恩希德是德国莱茵兰-普法尔茨州的一个市镇。总面积6.35平方公里，总人口167人，其中男性84人，女性83人（2011年12月31日），人口密度26人/平方公里。